# L'Étoile cachée
Pour plus de détails, voir Fiche technique et Distribution.
L'Étoile cachée (ou L'Étoile voilée de nuages ; en bengali মেঘে ঢাকা তারা Meghe Dhaka Tara) est un film indien de Ritwik Ghatak sorti en 1960. Il traite du drame des réfugiés du Bengale oriental, à la suite de la partition, en août 1947, de l'ancien empire des Indes sous domination britannique, en deux États indépendants : le Pakistan et l'Inde.

## Synopsis
Après la Partition des Indes, une famille de réfugiés du Bengale survit misérablement à la périphérie de Calcutta. Le père, instituteur à l'origine, est paralysé par une fracture et ne peut plus travailler. La fille aînée, Nita, qui donne des cours particuliers et tente simultanément de continuer ses études, est la seule à ramener un peu d'argent à la famille. Alors que Sanat est amoureux d'elle, elle renonce à l'épouser pour continuer à assurer la subsistance de ses proches. C'est finalement sa sœur cadette qui s'unit à Sanat. Le fils cadet, ouvrier d'usine, est victime d'un terrible accident du travail. Nita se démène pour sauver son frère, qui sera heureusement guéri… mais elle ressent bientôt les symptômes d'une tuberculose avancée. Shankar, le frère aîné, devenu une vedette célèbre, lui assure un séjour en montagne, mais il est déjà trop tard...

## Fiche technique
- Titre original : Meghe Dhaka Tara
- Titre français : L'Étoile cachée (titre alternatif : L'Étoile voilée de nuages)
- Réalisation : Ritwik Ghatak
- Scénario : R. Ghatak d'après une nouvelle de Shatkipada Rajguru
- Photographie : Dinen Gupta - noir et blanc, 35mm
- Montage : Ramesh Joshi
- Musique : Jyotirindra Maitra
- Production : Chitrakalpa
- Durée : 126 minutes
- Langue : bengali
- Pays de production :  Inde
- Date de sortie : 14 avril 1960
- Année de sortie en France : 1990
- Genre : Drame historique

## Distribution artistique
- Supriya Chowdhury : Nita
- Anil Chatterjee : Shankar
- Gita Dey : la mère
- Gita Ghatak : Gita
- Bijan Bhattacharya : Taran, le père
- Dwiju Bhawal : Matu, le jeune frère
- Niranjan Roy : Sanat

## Autour du film
L'Étoile cachée est le premier film d'une trilogie consacrée au drame causé par la partition de l'Inde, tragédie qu'a vécue personnellement Ritwik Ghatak. Les deux autres œuvres, réalisées dans un ordre successif, sont Mi bémol (Komal gandhar, 1961) et La Rivière Subarnarekha en 1962.
L'Étoile cachée fut, à vrai dire, l'unique réalisation, parmi les huit longs métrages de Ritwik Ghatak, à obtenir un notable succès commercial (les gains du film furent réinvestis dans la production de Subarnarekha).
Les films de Ritwik Ghatak - ceux de la trilogie, en particulier - demeurent marqués par le sceau de l'exil dont, suivant l'expression de Charles Tesson, celui-ci en a édifié « un programme de mise en scène. » Ce programme étant fondé autour des notions « de perte, de choc et de séparation. (...) La famille de Nita, l'héroïne malheureuse du film, vit ainsi à Calcutta durant les années cinquante, en proie à un déchirement qui fait de chaque membre de la cellule familiale, avec autant d'excès que de justesse, l'acteur défait d'une unité anthropologique perdue ».
Au désarroi engendré par l'exil, s'ajoute, pour chacun d'entre eux, les réalités imminentes d'une misère croissante qu'il faut surmonter au prix « d'une cruelle alternative : ou bien exploiter égoïstement le sacrifice des autres, ou bien renoncer à ses ambitions profondes ».
La fille aînée, Nita, en est la victime sacrificielle. Mais, si celle-ci accepte, momentanément, de mettre entre parenthèses ses aspirations personnelles, elle finira, néanmoins, par ouvrir les yeux. Et c'est alors, qu'elle ne cédera ni à la résignation, ni à la fatalité de son destin. En témoignent la réflexion amère, émise à l'endroit de ses proches (« Chacun à votre façon, vous vous êtes bien débrouillés »), mais, plus encore, à la fin du film, le cri proféré : « J'aimais la vie. Je veux vivre. Je veux vivre. » C'est, d'abord seule, puis dans les bras de son frère Shankar, que Nita hurle sa détresse : le film met en lumière, ici, au sein de ce drame, « un lien de parenté en particulier - celui entre frère et sœur - revêtant une dimension critique. Il travaille à mettre en échec le couple du mélodrame classique tout en détruisant le mécanisme de la forme mélodramatique prébourgeoise : le roman familial féodal » .
Raymond Bellour considère, de ce point de vue, que « l'âme du film » se tient dans cette relation frère/sœur. « Dans L'Étoile cachée, l'histoire d'amour entre Nita et Sanat avorte ; mais Nita semble l'avoir peu investie et elle cesse d'y attacher de l'importance à l'instant même où elle apprend la trahison de Sanat. Avec Shankar (son frère aîné), en revanche, elle réussit à s'inventer un véritable îlot de bonheur et d'intimité dans les eaux troubles du camp de réfugiés. Ils partagent un langage secret ».
De nombreuses scènes du film, parmi les plus belles, sont indubitablement raccrochées à ces affinités, qui, pour transgressives qu'elles puissent être, dévoilent "un paradis perdu" enfoui : celui d'un frère et d'une sœur ayant traversé, ensemble, d'identiques épreuves. Ainsi, lorsque Shankar, dans la première partie du film, lit tout haut, une lettre d'amour subtilisée à Nita, et dans laquelle il y est écrit : « À première vue, je ne pouvais pas te distinguer. Je te croyais ordinaire. Mais je comprends que tu es une étoile. La pression des circonstances, le ciel nuageux a voilé tes rayons ». Qui s'exprime de cette façon ? L'amant ou le frère, ou les deux à la fois ?
Quant à la scène finale, elle ramène à celle d'un épisode passé : celui du geste de Nita, portant la main à sa sandale cassée, signe de la pauvreté subie. En l'amie de Nita - les mêmes gestes, la même inclinaison, la même sandale cassée -, Shankar croit voir sa propre sœur. Cette vision lui est alors insoutenable : « Shankar est seul, deux fois, contre le ciel, dans un gros plan de plus en plus serré, les yeux ouverts comme en dedans, sur le hors-champ immatériel, avant de s'effondrer en larmes et de se boucher les yeux de ses mains pour ne plus rien voir (...) » .

## Le plus beau plan
Dans un des plans de L'Étoile cachée - le plus beau, selon lui -, Raymond Bellour croit déceler la marque la plus significative du cinéma de Ritwik Ghatak : « un art des tensions humaines, modelé par les normes de la narration classique et l'excès naturel du mélodrame » conjugué à un souci expressif visuel et sonore extrême reposant sur « des conflits et des heurts entre la bande-son (...) et la bande-images. » Il décrit ce plan ainsi : « L'héroïne, Nita, sort de la maison de son amant qui l'a trahie avec sa propre sœur : elle est reprise de très près, en haut de l'escalier (en contre-plongée) et se rapproche de la caméra au fur et à mesure qu'elle descend les marches d'un geste d'automate, jusqu'à ce que le visage grossissant irréalise le décor qui l'entoure dans un aveuglement de noir et blanc. » Sur cette image, dit-il ensuite, le réalisateur « a imaginé doubler la musique lancinante du thème par des bruits de fouet sifflant dans l'air et s'abattant sur un corps, produisant des lacérations qui déchirent la chair du plan ».